# تو و من (آلبوم ریتا اورا)
تو و من (به انگلیسی: You & I) سومین آلبوم استودیویی از خوانندهٔ انگلیسی ریتا اورا می‌باشد که در ۱۴ ژوئیهٔ سال ۲۰۲۳ از سوی بی‌ام‌جی منتشر گردید.